# Carlos Silva (football, 1902)
Pour les articles homonymes, voir Carlos Silva.
Carlos Silva est un footballeur portugais né le 25 janvier 1902 et mort à une date inconnue. Il évoluait au poste de gardien de but.

## Biographie

### En club
Carlos Silva est gardien de but de l'União de Lisbonne dans les années 1920 et 1930.

### En équipe nationale
International portugais, il reçoit une unique sélection en équipe du Portugal : le 1er décembre 1929, il garde les cages de l'équipe nationale contre l'Italie (défaite 1-6 à Milan).